# Live at the Harlem Square Club, 1963
Live at the Harlem Square Club, 1963 (En vivo en el Harlem Square Club, 1963 en español) es el primer álbum póstumo en vivo del cantante estadounidense de soul Sam Cooke, publicado en junio de 1985. Fue grabado en 1963, en el Harlem Square Club de Miami.
Es considerado uno de los mejores discos en vivo de soul y de la historia de la música.
Fue listado en el puesto 439 de la lista de los 500 mejores álbumes de todos los tiempos, según la revista Rolling Stone, y también incluido en la lista de los 1001 álbumes que hay que escuchar antes de morir, edición 2018.

## Contexto
Sam Cooke venía de gira con su banda un mes atrás, y como parte de su gira decidió hacer una escala en Miami. Para el show en el club nocturno con amplia afluencia negra, el Harlem Square, se hicieron dos presentaciones, siendo grabado el álbum en la segunda sesión, con público adulto.
El álbum fue grabado el 13 de enero de 1963, en el Harlem Square Club, de Miami, Estados Unidos. A pesar de ello, y de que Cooke falleció un año después, en 1964, RCA se negó a lanzar el álbum durante 22 años, y una vez estuvo lista la cinta original, la disquera la adquirió y la archivó. El motivo fue la crudeza de la grabación, ya que los ejecutivos quería darle a Cooke una imagen limpia de artista pop.

### Lanzamiento
Gregg Geller, ejecutivo de RCA para los años ochenta, descubrió las grabaciones en 1985 y decidió lanzarlas para junio de ese año.

### Portada
La carátula original muestra a Cooke con una camisa blanca abierta en el pecho, sosteniendo con su mano derecha un micrófono. La foto muestra un fondo de luces azules y rosadas, típicas de las discotecas de los años ochenta. La palabra Live en el nombre, de hecho, está construida como si fuera un anuncio de neón.

## Reediciones
En el 2005, para conmemorar los 20 años del álbum, se lanzó la edición llamada One Night Stand - Sam Cooke Live At The Harlem Square Club, 1963.
Ésta es la única edición disponible del álbum en plataformas digitales.
Su portada muestra a Cooke vistiendo un pantalón blanco, con un saco oscuro, corbata y su pelo corto. Tiene un micrófono y a su lado izquierdo, en segundo plano aparece su saxofonista, de traje y corbata también.

## Legado
Su publicación representó una nueva mirada en la carrera de Cooke, ya que nunca se había lanzada un álbum suyo en vivo, y mucho menos que mostrara su faceta de artista en el escenario.
Se le aprecia por contener la que se considera, la versión definitiva de su clásico Bring It On Home To Me, y porque todos sus temas fueron compuestos por el propio Cooke.
Su versión original, la de 1985, fue listada en el puesto 439 de la lista 500 Greatest Albums of All Time, de la Rolling Stone Magazine, e incluido en los listados 50 Greatest Live Albums, 500 Greatest Albums of All Time, de la revista británica NME, Rockdelux's Best 200 Albums from the XX Century de Rockdelux, Absolutely Live - 250 albums en public revisités (Rock & Folk Hors-Série n°13, Décembre 1997), Brett's Beach Albums de Brett, Best Ever Albums top 2000, entre otros.
Críticos musicales lo consideran el mejor álbum en vivo de la historia, y Meldenshon & Klinger, de PopMaster, lo consideran mejor que el legendario álbum en vivo de James Brown, Live at the Apollo, que fue grabado en 1962 y que está mejor clasificado en la lista de la rolling stone.